# San Pedro Apóstol, Zacatecas
San Pedro Apóstol är en ort i Mexiko.   Den ligger i kommunen Huanusco och delstaten Zacatecas, i den centrala delen av landet, 500 km nordväst om huvudstaden Mexico City. San Pedro Apóstol ligger 1 427 meter över havet och antalet invånare är 124.
Terrängen runt San Pedro Apóstol är kuperad åt nordost, men åt sydväst är den platt. San Pedro Apóstol ligger nere i en dal. Runt San Pedro Apóstol är det ganska glesbefolkat, med 22 invånare per kvadratkilometer. Närmaste större samhälle är Jalpa, 12,4 km sydväst om San Pedro Apóstol. I omgivningarna runt San Pedro Apóstol växer huvudsakligen savannskog.